# Диктатура на пролетариата
Диктатурата на пролетариата е израз, измислен от Луи Огюст Бланки, и понякога използван от Карл Маркс, за да се представи преходната фаза от капиталистическо към комунистическо общество.
Когато все още съществува държавата, марксистката теория разглежда замяната на съществуващата капиталистическа икономическа система и изграждането на безкласово комунистическо общество да се реализира с неограничена власт, наричана диктатура на пролетариата, поддържана от голямата обществена група на пролетариата. Теоретично под диктатура се разбира не класическата еднолична и неограничена власт, а революционно правителство, опиращо се на пролетариата. Неговото основно действие е потискането на обществените групи поддържащи съществуването на буржоазната социална и управленческа форма, както и реализация на целите за създаване в перспектива на комунистическо безкласово общество със структура и собственост, съгласно марксистката теория. Марксизмът отрича други форми за преход от капитализъм към комунизъм.
Тази концепция е в центъра на много дебати, които основно се отнасят до това как да се приложи самата диктатура на пролетариата. Управлението на болшевиките, както и други режими определят своята форма на управление като диктатура на пролетариата. Това понятие е използвано и от противниците на марксизма, но с негативно значение и като основа за критика. Причината за това е, че теоретичната постановка за революционното правителство, осъществяващо диктатурата на пролетариата, на практика е заменена с еднолична диктатура.

## Понятието според Карл Маркс и Фридрих Енгелс
За първи път през Пролетта на народите от 1848 г. се появява израза „диктатура на пролетарската класа“. За Маркс диктатурата е преди всичко неизбежен резултат от всяка революция. Преди това Маркс и Енгелс използвали само израза „пролетариат, организиран като класа-хегемон“. Карл Маркс изрично прави връзката между тези две понятия през 1850 г.
В „Класовите борби във Франция“ Маркс защитава „диктатурата на работническата класа“ и определя „диктатурата на пролетариата“ и „неспирната революция“ като двете положения, които разграничават комунизма от среднобуржоазния социализъм. Същата година „диктатура на пролетариата“ е записана като цел на световното комунистическо революционно общество. През 1852 г. Маркс обявява, че възгледите му относно диктатурата на пролетариата са част от неговите три основни приноса към буржоазната история:
| „                                                   | Понастоящем смятам, че не е моя заслугата за откриването на съществуването на класите в модерното общество, нито борбата между тях. Буржоазни историци са представили много преди мен историческата еволюция на тази борба на класите, а буржоазни икономисти са описвали икономическата ѝ анатомия. Новото, което допринесох, е това, че: 1. доказах, че съществуването на класите е единствено свързано с исторически фази, определяни от развитието на производството; 2. класовата борба води задължително до диктатура на пролетариата; 3. тази диктатура по своята същност не е нищо друго, освен преход към премахването на всички класи и води до безкласово общество; | “ |
| К. Маркс, Писмо до Йосиф Вайдемайер, 5 март 1852 г. | |   |

През 1871 г. Парижката комуна въвежда нови политически перспективи. Диктатурата на пролетариата се създава и утвърждава за първи път в Русия с победата на Великата октомврийска социалистическа революция 1917. За Енгелс това е „диктатура на пролетариата“. Докато Маркс я критикува, че е решението да не атакува Версай, когато е имала възможност, е прекалено глупаво, както и това, че се е отнесла доста снизходително със заговорниците и шпионите реакционисти:
| „                                                           | Даже нощната стража, вместо да бъде разоръжена и арестувана, както трябваше да бъде направено, успя да намери парижките порти широко отворени, за да може да се скрие на сигурно място във Версай. Не само че не беше упражнено насилие върху служителите на реда, но те дори имаха възможността да се прегрупират и да заемат повече от една позиции в центъра на Париж. ...Въпреки всичко известно време екзекуциите на затворници (борци за Комуната) са прекратени. Но малко след като Тиер и неговите генерали декабристи са предупредени, че техните дегизирани като гвардейци шпиони от жандармерията са хванати в Париж, и че градската стража, хваната със запалителни бомби са пощадени, те осъзнават, че Декретът на комуната за отмъщение е само една празна заплаха, и затова масовите екзекуции на затворниците са подновени без прекъсване до края. | “ |
| К. Маркс, Гражданската война във Франция, Глава 2., 1871 г. | |   |

За Маркс и Енгелс диктатура на пролетариата се идентифицира точно с революционната демокрация. Въпреки това тази демокрация не изключва нито икономическата сила, нито военната сила на държавата. Те пишат следното за демокрацията:
| „                                                                         | Ние вече видяхме по-горе, че първият етап в работническата революция е установяването на пролетариата като класа-хегемон, тоест извоюването на демокрация и установяването ѝ като преходен революционен етап. | “ |
| К. Маркс и Енгелс, Манифест, но комунистическата партия, Част 2., 1847 г. | |   |

| „                                                      | Едно нещо е абсолютно сигурно – това, че нашата партия и работническа класа могат единствено да доминират под формата на демократична република. Последната е даже специфичната форма на диктатурата на пролетариата, както вече го показа Великата френска революция. | “ |
| Фр. Енгелс, Критиката на програмата от Ерфурт, 1891 г. | |   |

През 1875 г. Маркс дава последната си оценка за диктатура на пролетариата преди да умре:
| „                                                | Между капиталистическо общество и комунистическо общество има период на революционна трансформация от едното към другото. На това съответства един период на политически преход, където държавата не може да бъде нищо друго, освен революционна диктатура на пролетариата. | “ |
| К. Маркс, Критика на програмата от Гота, 1875 г. | |   |

Много автори считат обаче, че Маркс прекалено рядко обръща внимание на диктатурата на пролетариата в своите писания.

## Дефиниции на „диктатура“
Привържениците на доктрината за диктатура на пролетариата смятат, че капитализмът се състои в диктатура на буржоазията, на тази една-единствена социална класа, която притежава цялата политическа и икономическа власт, „независимо дали под политическата форма на парламентарен режим или под формата на диктатура, каквато я разбираме днес“. За да свалят тази класа, класата от пролетарии първо трябва да се сдобие с цялата власт, за да премахнат класовото разделение на обществото.
Днес думата диктатура понякога има шокиращо въздействие. Въпреки това философът и троцкист Даниел Бенсаид подчертава, че „думите днес нямат същото значение, каквото биха могли да имат под перото на Маркс. На времето „диктатура“ на езика на просвещенците се е противопоставяла на „тирания“. Диктатура се свързва с една уважавана римска институция – defensor urbis – власт дадена по изключение за ограничено време, а не безгранична власт“.

## Парижката комуна от 1871 г.
Фридрих Енгелс счита Комуната на Париж като прилагане на диктатура на пролетариата. По този начин тази диктатурата е представена като организирана по демократичен начин с избраници, определени чрез всеобщо гласуване, които могат да бъдат сменяни.

## Въпросът за ленинистките режими
Преобразуването на Русия (бъдещ СССР) през 1918 г. се идентифицира като практическо приложение на диктатурата на пролетариата. Въпреки всичко този термин е премахнат от ревизираната Конституция от 1936 г. Дългосрочната съветската позиция е защитена от основните партии, които се причисляват към комунистите по целия свят (защото са финансирани от СССР). През 1956 г. тази позиция е отслабена от разкритията на 22-рия Конгрес на КПСС на СССР от Доклада на Хрушчов, което подхранва разпространението на по-критични възгледи сред комунистите през 60-те и 70-те години.
Много скоро обаче теоретиците и военните от различни марксистки движения решават, че употребената от Ленин и после от Сталин диктатура на пролетариата е всъщност предателство към Маркс и пропаганда, която се разминава с реалността. Те считат, че още при създаването си СССР не е нито диктатура на пролетариата, нито социалистическа държава, а диктатура върху пролетариата.
Историкът Борис Суварин, противник на сталинизма от 20-те, също счита, че „Маркс и Енгелс са използвали термина „диктатура на пролетариата“ в абсолютно обратен смисъл на този, постигнат от ленинизма, а по-късно и от сталинизма. Ако се основем на казаното, то диктатурата на пролетариата изцяло противоречи на избирателната интерпретация, включена в ленинизма, а по-късно и в сталинизма“
Марксистката революционерка Роза Люксембург пише през септември 1918 г., че болшевишката власт е „една диктатура наистина, но не на пролетариата, а на една част от политиците, тоест диктатура в буржоазен смисъл“.
През 1920 г., по време на конгреса в Тур, Леон Блум се изказва по отношение на диктатурата на пролетариата, но квалифицирайки ленинистката политика като „диктатура върху пролетариата“.
Немските комунисти (марксистки революционери) са на същото становище през 20-те години.
Кръгът на комунистите демократи (Борис Суварин) обявяват през 1931 г. „диктатура върху пролетариата в СССР“.
Според групата на интернационалните комунисти (от Холандия) „това, което съществува в Русия е държавен капитализъм. Тези, които се считат за комунисти, трябва да атакуват държавния капитализъм, болшевизма и диктатурата на бюрократите“.
Шарл Рапопорт осъжда в мемоарите си „диктатурата по сталински като клика от бюрократи сред пролетарии“.
Тези анализи са потвърдени от тези на марксиста меншевик в изгнание Соломон Шварц – той осъжда държавния капитализъм в Съветския съюз.
Теодор Дан говори за якобинска диктатура на болшевизма, която не е диктатура на работническата класа, а „институционален капитализъм на държавата“, което според него протеворечи по очевиден начин на Маркс.
Тези анализи са потвърдени по-късно от различни течения и към тях се присъединяват през 60-те години нови марксистки течения като интернационалния ситуационизъм.
Американският историк и публицист Майкъл Паренти в своята книга „Чернодрешковците и червените: рационалния фашизъм и събарянето на комунизма“ обобщава всички тези твърдения:
| „ | Но истинският социализъм, казват критиците, трябва да е под контрола на самите работници чрез прякото им участие в управлението, вместо да бъдат управлявани от ленинисти, сталинисти, кастровисти или други злонамерени, властолюбиви, бюрократични клики от негодяи, които предават революцията. За съжаление, тази гледна точка на „чистия социализъм” е неисторическа и затова не може да бъде опровергана – нея може да я потвърди или отхвърли единствено историята. Проблемът е, че този подход сравнява идеала с несъвършената действителност и действителността естествено ще изгуби. „Чистите социалисти“ си въобразяват какъв ще бъде социализмът в свят, несравнимо по-добър от съществуващия. В свят, в който няма да бъдат необходими нито мощни държавни структури, нито сили за сигурност, където няма да бъде експроприирана нито частица от произведената от работниците стойност. | “ |

Паренти посочва и част от практическите проблеми, които всички тези критици, изхождащи формално от марксистки позиции, удобно пропускат в разсъжденията си:
| „ | Идеологическите предвиждания на „чистите социалисти“ си остават непроверени от практиката. Те не обясняват как ще бъдат организирани многобройните функции на революционното общество, как ще бъдат отблъснати атаките и саботажът отвътре, как ще се избегне появяването на бюрокрацията, как ще се разпределят оскъдните ресурси, как ще се охладят политическите разногласия, как ще се реши кое ще бъде приоритетно и как ще се организира производството и разпределението. Вместо това те предлагат мъгляви заявления за това, как работниците пряко ще владеят и управляват средствата за производство и как те ще намират свои собствени решения в процеса на творческата борба. За това не е удивително, че „чистите социалисти“ поддържат която и да е революция… освен тези, които са победили. | “ |

За съжаление нито един от тези леви критици на съветския социализъм, въпреки способностите си, не успява да организира успешна революция в собствената си страна, както това правят Ленин и сподвижниците му в царска Русия и след като завземе властта, да покаже практически, как следва да бъде организирана диктатурата на пролетариата по начин, който според него би съответствал на теорията.